# Corydoras zygatus
Corydoras zygatus is een straalvinnige uit het geslacht Corydoras.
Deze soort komt voor in het westelijke stroomgebied van de Amazone en leeft onder een temperatuur van 22 tot 25°C. De maximale lengte bedraagt 5.6 cm.
De soort wordt gebruikt als algeneter binnen de aquariumhandel.